# 吉野行宮

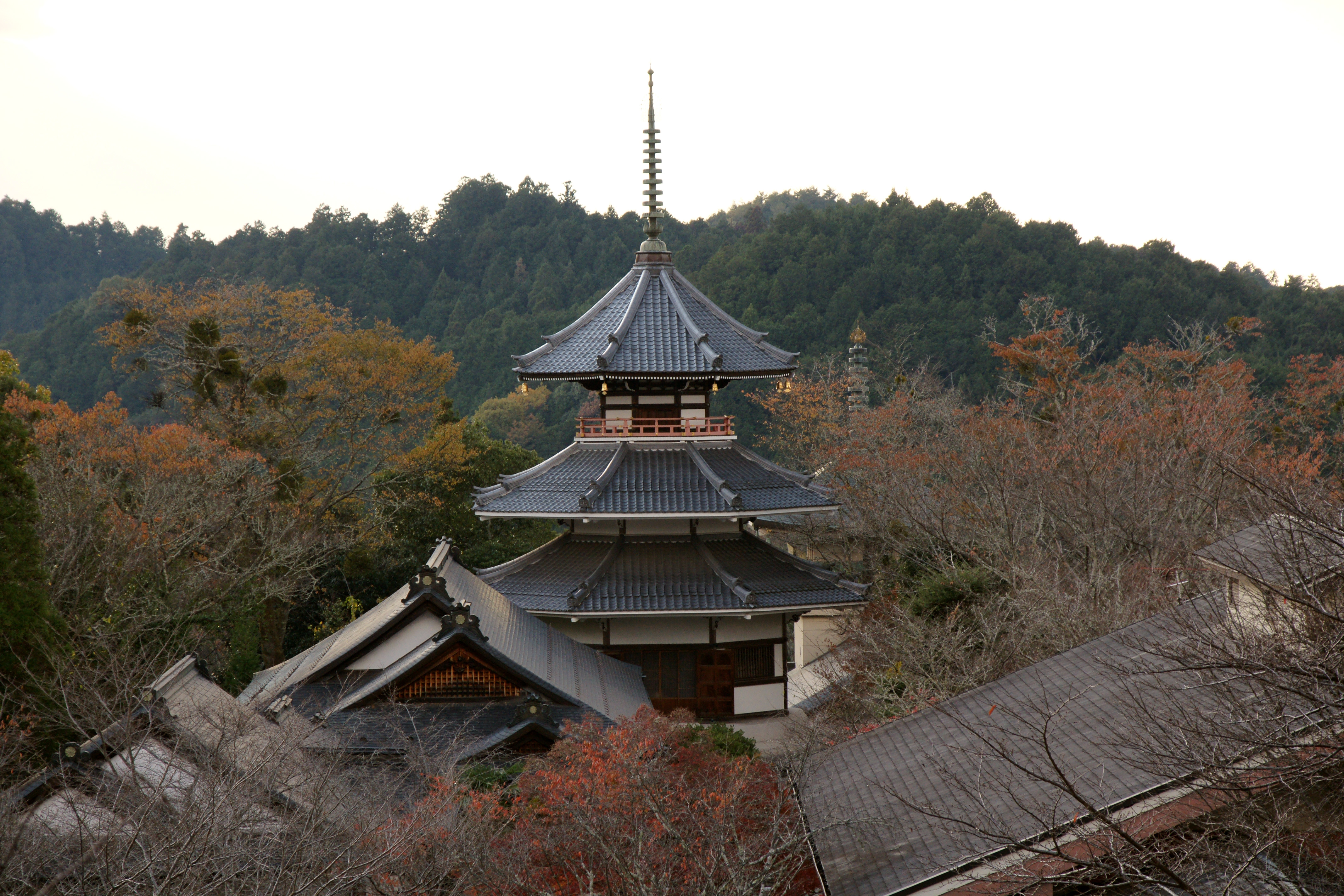
吉野朝宮跡（妙法殿）

吉野行宮（よしののあんぐう/よしのあんぐう）とは、大和国吉野山山中で、現在の奈良県吉野町大字吉野山にあった南朝の行宮。

## 概要
延元元年/建武3年（1336年）の暮、足利尊氏の京都占領によって建武政権が崩壊（建武の乱）し、幽閉されていた後醍醐天皇が京都を脱出して穴生（賀名生）を経由して吉野吉水院に入り、数日後に近くの金峯山寺の塔頭・実城寺を「金輪王寺」と改名して行宮と定めた。これが吉野行宮である。
吉野行宮は山中にある上、金峯山などの修験者勢力との連携、北朝・室町幕府側による掌握が困難な山道を利用した河内楠木氏・伊勢北畠氏・伊賀黒田悪党などの南朝側勢力との連絡などに便利で、京都奪還と足利尊氏の打倒を目指す上での要になる土地であった。
だが、後醍醐天皇は延元4年/暦応2年（1339年）8月にこの行宮で後村上天皇に譲位した直後に崩御、正平3年/貞和4年（1348年）1月には高師直率いる室町幕府軍が吉野侵入に成功して行宮を焼き払い、後村上天皇は賀名生行宮に移っている。その後、長慶天皇が文中2年/応安6年（1373年）8月に吉野に行宮を戻すが長く維持することが出来ず、天授5年/康暦元年（1379年）9月には既に行宮が栄山寺に移されていることが判明している。その後、元中9年/明徳3年（1392年）に南北朝合一を迎えるまで賀名生などに行宮が置かれたと推定され、「吉野朝」とも称された南朝56年のうち実際に吉野に行宮が置かれたのは20年弱とみられている。
金輪王寺は徳川家康に命じられた天海（江戸幕府）によって寺号を没収されて実城寺に戻され、更に明治維新の廃仏毀釈によって廃寺となるが、現在その跡地は公園および金峯山寺の妙法殿となっている。
没収された寺号は、吉野勢力とともに日光に移され、金をとって輪王寺となった。後醍醐天皇が正妃である中宮珣子内親王のために詠んだ「袖かへす 天津乙女も 思ひ出ずや 吉野の宮の 昔語りを」をはじめ、南朝4代の天皇が吉野について詠んだ歌の歌碑などがある。